# Tugurt
El tugurt, també conegut com a amazic de Oued Righ i Temacine Tamazight, és una parla amaziga de la varietat de les llengües zenetes parlada en alguns dels oasis de la regió nord-oriental de Oued Righ al voltant de Touggourt a Algèria. En 1893 la seva àrea lingüística comprenia Temacine, Blidet-Amor, Meggarine i Ghomra. És força relacionada amb el tumzabt (mozabit) i teggargrent (Ouargli).